# Alexander Downer

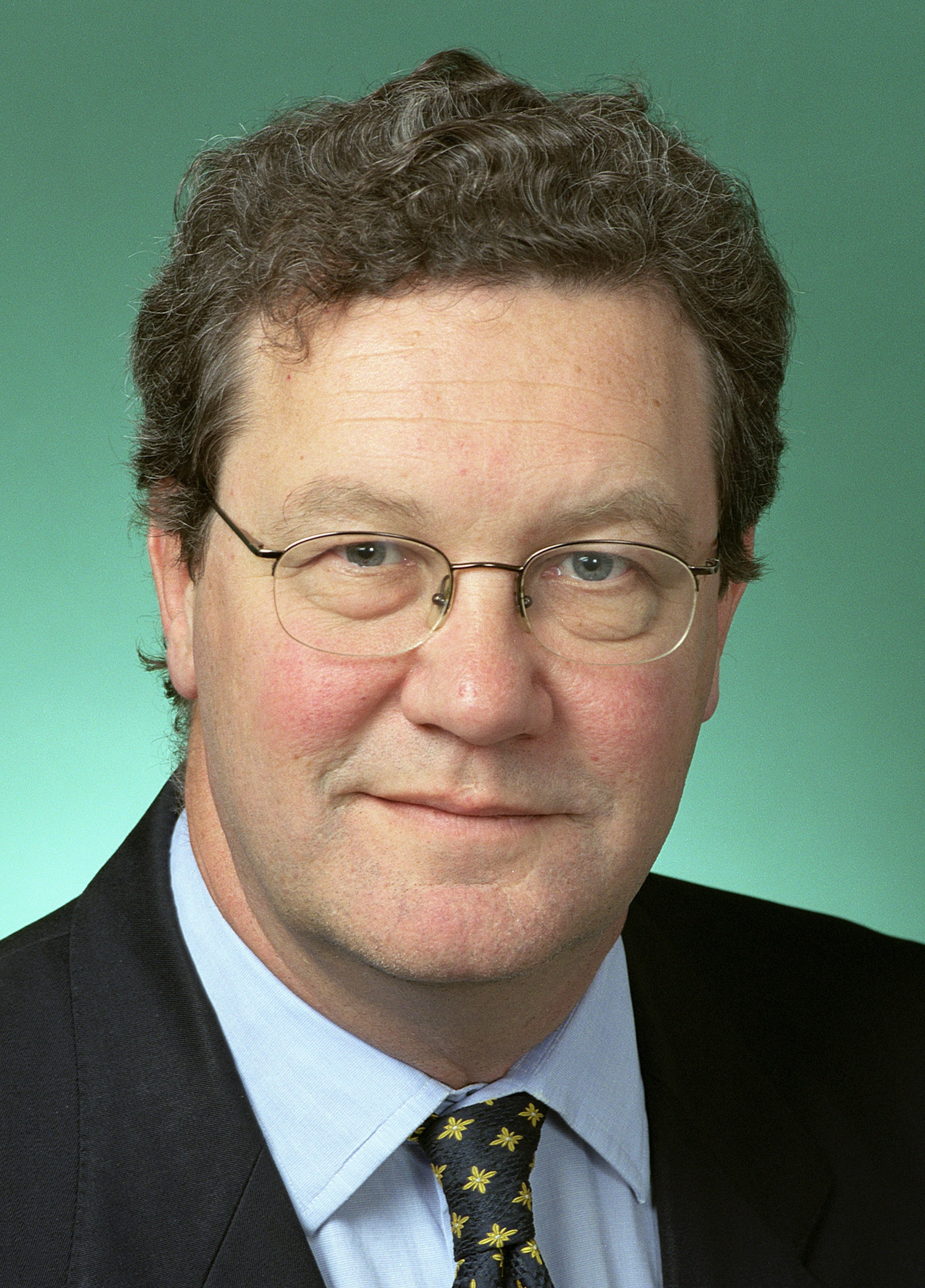
Alexander Downer.

Alexander John Gosse Downer (nacido en Adelaida, Australia Meridional, el 9 de septiembre de 1951), político australiano, designado ministro de Asuntos Exteriores en marzo de 1996. Fue líder del Partido Liberal en el Parlamento en 1994 y 1995.

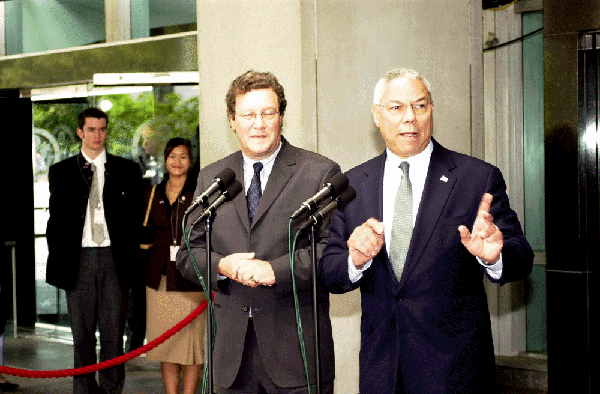
Alexander Downer (izquierda) junto con Colin Powell.

Hijo del también político Alec Downer y nieto de John Downer. Se educó en la Geelong Grammar School, el Radley College y en la Universidad de Newcastle upon Tyne en el Reino Unido. Trabajó para el Servicio Diplomático Austrraliano hasta 1982. Después lo hizo como asesor del primer ministro Malcolm Fraser. En 1984 fue elegido miembro del Parlamento federal.
En 1993 formaba parte del gabinete en la sombra de la oposición como ministro de Finanzas. Cuando Paul Keating perdió las elecciones de aquel año, Downer se configuró como alternativa de liderazgo en el Partido Liberal de Australia, lo que ocurrió finalmente en mayo de 1994, sucediendo a John Hewson. No obstante su liderazgo duró poco debido a la oposición interna, especialmente de Keating. Finalmente cedió el puesto a John Howard.
Tras la victoria de Howard en 1996, este le nombró ministro de Asuntos Exteriores, puesto que seguía ocupando en 2006. Su gestión ha sido controvertida respecto al trato, para algunos racista, dado al problema de los refugiados que llegaban al país en 2001. Firme defensor de la guerra del Golfo y de la invasión de Irak de nuevo en 2003, sostuvo la existencia de armas de destrucción masiva en el mismo.
Fue muy criticado por haber sostenido en 2004 que Corea del Norte disponía de misiles balísticos capaces de alcanzar Sídney. En 2006, negó tener conocimiento del escándalo "petróleo por alimentos" en el que estuvieron implicadas diversas empresas australianas que se aprovecharon económicamente del programa de ayuda a Irak de las Naciones Unidas. Mostró también su apoyo a la política de Estados Unidos en relación con los islamistas detenidos en Guantánamo, incluidos los dos ciudadanos australianos que allí se encuentran.